# Trachys yanoi
Trachys yanoi es una especie de escarabajo del género Trachys, familia Buprestidae. Fue descrita científicamente por Kurosawa en 1959.
Se distribuye por Japón, China y Corea. Mide 2,7-4,5 milímetros de longitud.